# محمدزمان کرمانی
محمد زمان کرمانی از خوشنویسان و نستعلیق‌نویسان قرن دهم هجری است او در تبریز نشو و نما کرد و بدین سبب به "محمد زمان تبریزی" معروف شد. قاضی میر احمد منشی در کتاب گلستان هنر می‌گوید: "هم کاتب بود هم قطعه نویس خطش نازک و بامزه".
در گذشت محمد زمان را سال ۹۹۴ هجری قمری ذکر کرده‌اند.